# Hansa-Brandenburg D.I
A Hansa-Brandenburg D.I vagy KD az Osztrák–Magyar Monarchia által használt vadászrepülőgép volt az első világháborúban.

## Fejlesztése
A repülőgépet a német Hansa- und Brandenburgische Flugzeugwerke konstruktőre, Ernst Heinkel tervezte 1916-ban. Mivel a tesztelés során több kifogás is felmerült vele kapcsolatban, a német légierő végül nem rendszeresítette. A szövetséges Osztrák-Magyar Monarchia, amelynek nagy szüksége volt egy modern, kétfedelű vadászgépre, ötven darabot rendelt belőle, majd megvásárolta a gyártási licencét és Ausztriában a Phönix Flugzeugwerke cég további 72 darabot készített. A típust Hansa-Brandenburg D.I néven (D az együléses vadász kódja volt, az I. a gyártó első ilyen modelljére utalt) rendszeresítették, de időnként KD (Kampf Doppeldecker, harci kétfedelű) névvel is hivatkoztak rá.
A D.I kétfedelű, együléses vadász volt. Törzse rétegelt falemez borította, váza (és a szárnyak vázszerkezete) fából készült. A szárnyakat és vezérsíkokat vászonnal fedték. A vízszintes vezérsíkok váza acélcsövekből állt, merev függőleges vezérsíkja azonban egyáltalán nem volt (ezt a problémát eleinte házilagos megoldásokkal, később gyárilag orvosolták). Sajátossága volt, hogy a két szárnyat összekötő merevítő drótok és lécek helyett egy acélcsövekből hegesztett csillagszerkezetet építettek be, ami javította a szárnyak szilárdságát és csökkentette a légellenállást; ezzel szemben súlyosabb volt. 

## Tapasztalatok
Miután az első példányok kikerültek a repülőszázadokhoz, a visszajelzések nem voltak kedvezőek. A mélyen elhelyezett ülés miatt a pilóta nem látott ki jól előre, maximális magassága mindössze 3000 méter volt, repülés közben instabil volt és hajlamos volt dugóhúzóba kerülni. Fegyverzetként egyetlen Schwarzlose géppuskát építettek be, amelyet nem tudtak a propellerrel szinkronizálni, így a felső szárnyon egy, a formája után gyerekkoporsónak becézett szerkezetben helyezték el, ahonnan a légcsavar fölött tüzelt. Elsőnek Adolf Heyrowsky, a 19. repülőszázad parancsnoka próbálta ki, de a problémák megoldásáig megtiltotta a vele való repülést. Egy alkalommal távolléte után visszatért az egységéhez és egy összetört D.I-et látott meg. Mikor megkérdezte, hogy ki mert vele felszállni a parancsa ellenére, azt válaszolták, hogy Uzelac ezredes, (Emil Uzelac, a Légjárócsapatok parancsnoka, aki a panaszok megtárgyalása miatt látogatta meg a századot) aki lezuhant és most kórházban van.
A német gyár első, 20 darabos szériájába 160 lóerős Daimler motort, a másodikba könnyebb, de gyengébb 150 lóerőst építettek. A Phönix 185 lóerős motort alkalmazott, megemelte a pilótaülést, az oldalkormány elő beépítettek egy függőleges vezérsíkot. A szinkronizált géppuskát a szárnyról áthelyezték a motorház tetejére. Tapasztalt pilóta kezében használható fegyver lett, de a kezdők könnyen lezuhanhattak vele, emiatt gyilkosnak (Totschlager) és repülő koporsónak (der fliegender Sarg) nevezték (kezdeti beceneve a soklábú szárnymerevítő miatt "pók" volt). A Flik 41J-nél csak 1917 júliusában 11 gépet ért baleset, ezért amint lehetett, modernebb modellekkel cserélték le őket. Hansa-Brandenburg D.I-el összesen 68 légi győzelmet értek el, de ebből 65-öt a Phönix javított változatával.
A háború után a megmaradt D.I-eket bevetették az Osztrák Köztársaság és Jugoszlávia karintiai összecsapásaiban is.

## Műszaki paraméterek
- személyzet: 1 fő
- törzshossz: 6,30 m

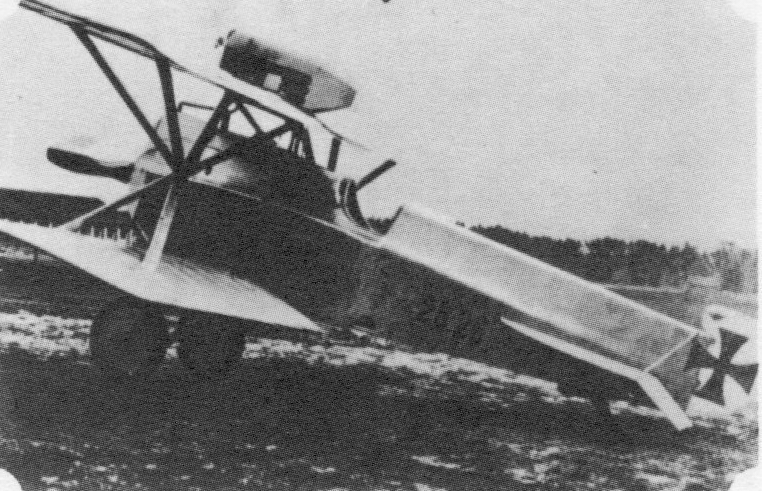

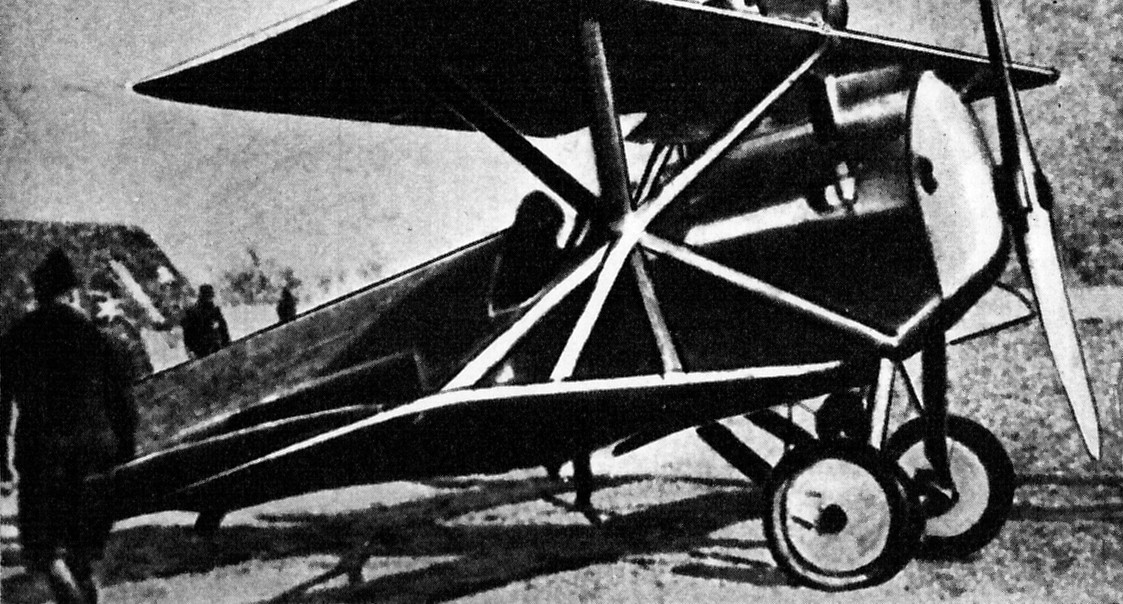

- szárnyfesztávolság: 8,5 m (felül), 8,28 m (alul)
- szárnyfelület: 24 m²
- magasság: 2,79 m
- üres súly: 690 kg
- felszálló súly: 958 kg
- maximális sebesség: 175–185 km/h
- hajtómű: 1 db 185 lóerős, hathengeres, vízhűtéses Daimler motor
- emelkedés: 4:30 perc alatt 1000 méterre
- fegyverzet: 1 db 8 mm-es 1907/12 M Schwarzlose géppuska

## Rendszeresítő országok
Osztrák–Magyar Monarchia
- Császári és Királyi Légierő

 Ausztria